# Walter Wadephul

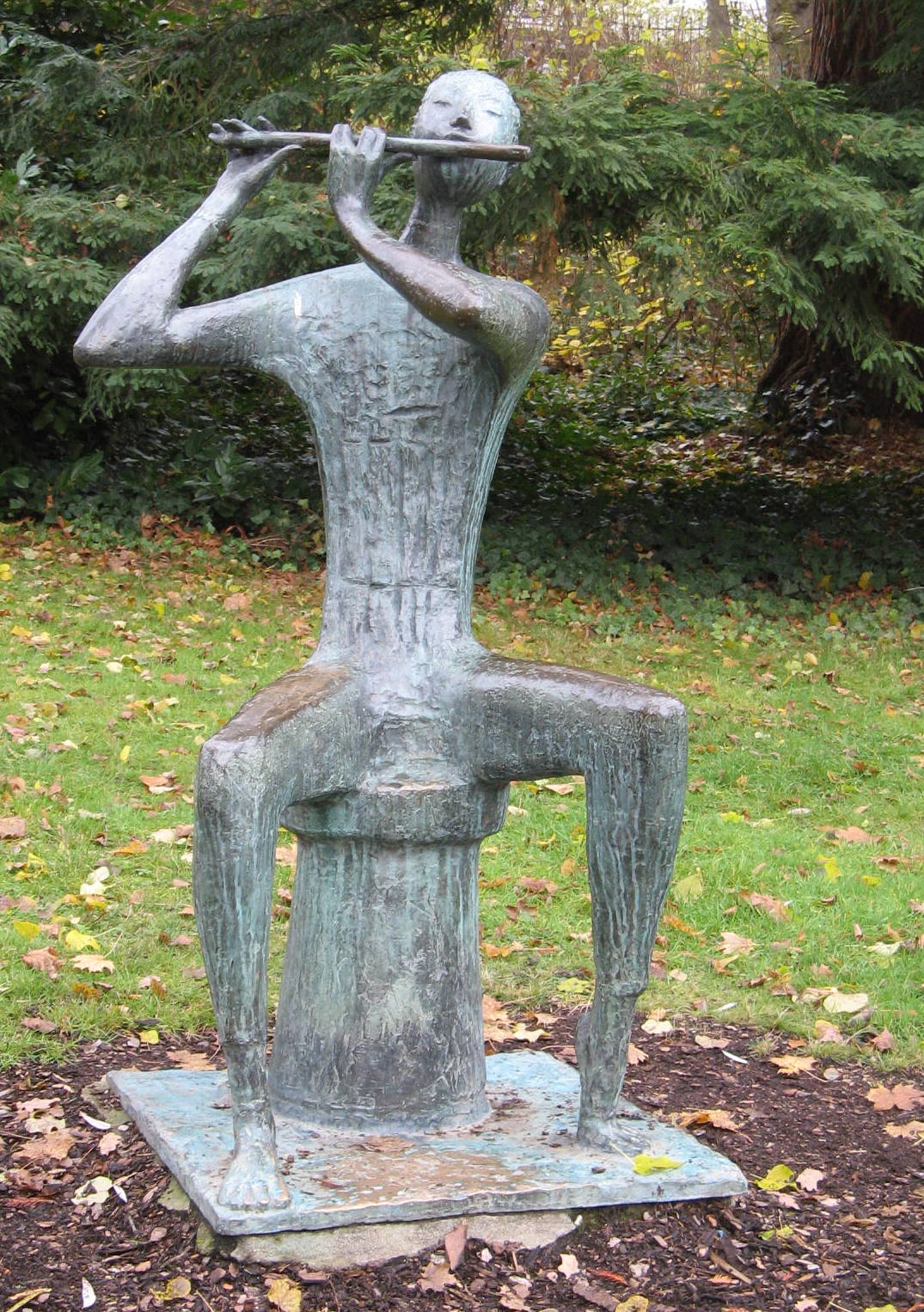
Der Flötenspieler, Wiesbaden

Walter Wadephul, vollständig: Willy Walter Johannes Wadephul (* 11. Mai 1901 in Putzar, Landkreis Anklam; † 10. Juni 1968 in Bremen) war ein deutscher Bildhauer.

## Biografie
Wadephul wurde als Sohn von Karl Wadephul und Luise geb. Kuhnke geboren und studierte Bildhauerei in München, Berlin und Breslau bei den Lehrern Bernhard Bleeker und Fritz Klimsch. Den größten Teil seines Lebens verbrachte er in Bremen, wohin er im Jahr 1951 gezogen war. Dort steht auch ein Großteil der von ihm geschaffenen Werke. Wadephul lebte in seinen letzten Lebensjahren im Evangelischen Diakonissenhaus in Bremen und fand seine letzte Ruhestätte auf dem Waldfriedhof Blumenthal.
Wadephul war evangelisch und verheiratet mit Margarete Sophie Olga Auguste Voss (1913–1999), mit der er drei Kinder hatte.

## Werk
Sein Werk besteht zum großen Teil aus Skulpturen aus Bronzeguss und Beton, die im öffentlichen Raum bzw. als Beiträge zum Kunst am Bau an öffentlichen Gebäuden stehen, vor allem auf Pausenhöfen und Spielplätzen von Schulen und Kindertagesstätten.
1937 wurden in der Nazi-Aktion „Entartete Kunst“ aus dem Schlesischen Museum der Bildenden Künste Breslau und der Kunstsammlungen der Stadt Breslau im Schlossmuseum seine Plastiken „Stehender Akt“ (Bronze), „Büste des Führers“ (Gips) und „Sitzender weiblicher Akt“ beschlagnahmt und zerstört, mutmaßlich wegen ihres expressiven Stils.

## Bewertung des Werks
In seinen Kunstwerken herrscht eine reduzierte Formensprache vor, die zum Minimalismus tendiert. Alle dargestellten Details werden auf das Grundlegende zurückgeführt.

## Kunst im öffentlichen Raum
Bremen
- 1958: Brunnenplastik
- 1958: Die Schreitende
- 1961: Henne und Hahn
- 1962: Elch
- 1963: Der Flötenspieler
- 1965: Kinder auf Stelzen
- 1968: Kinder mit Vogel
- 1969: Zwei Jungen mit Drachen

Wiesbaden
- 1965: Der Flötenspieler

sonstige Orte
- 1968: Wadephulbrunnen in Lippehne[10]

verlorene Kunstwerke

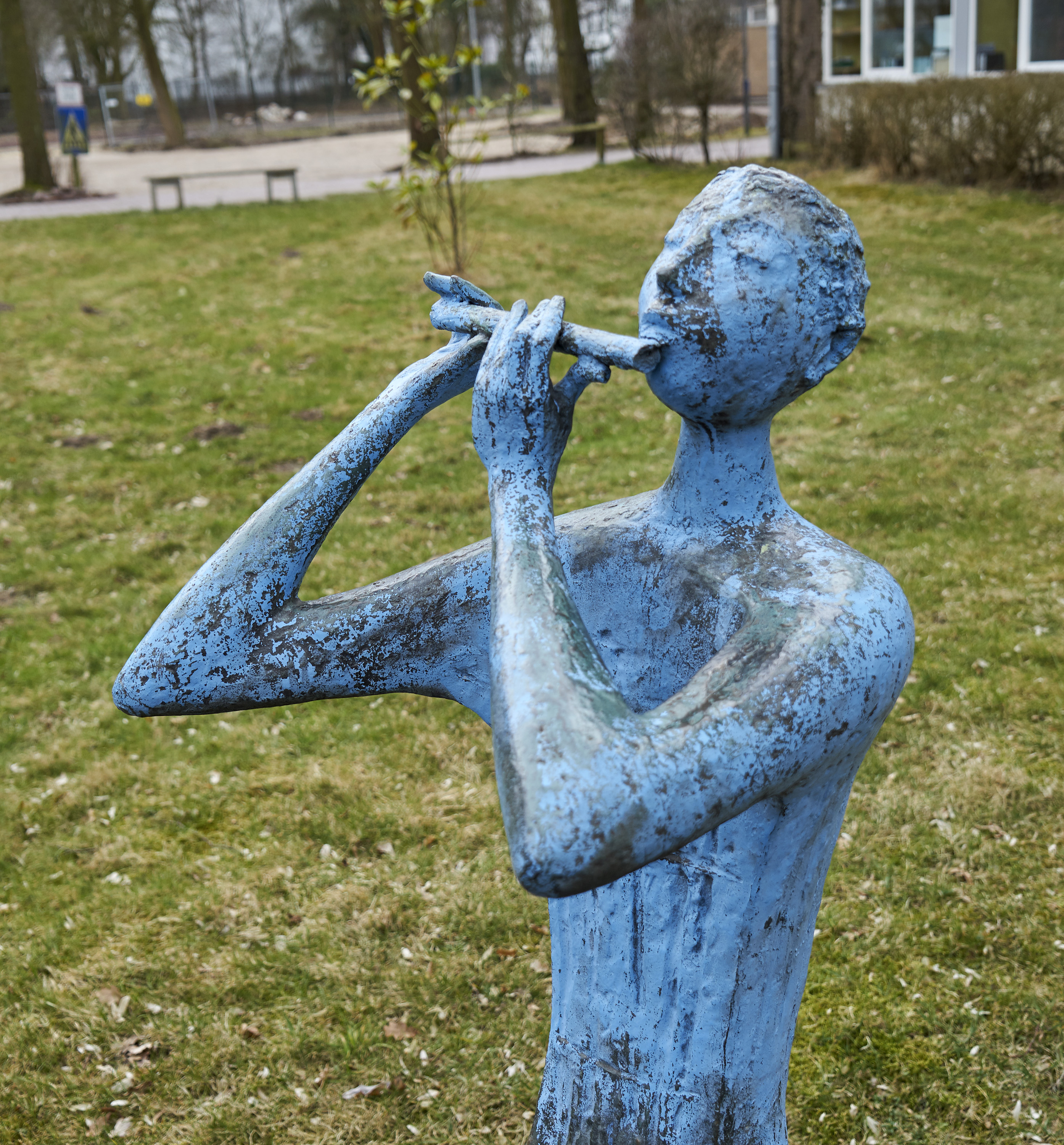
„Der Flötenspieler“, Bremen

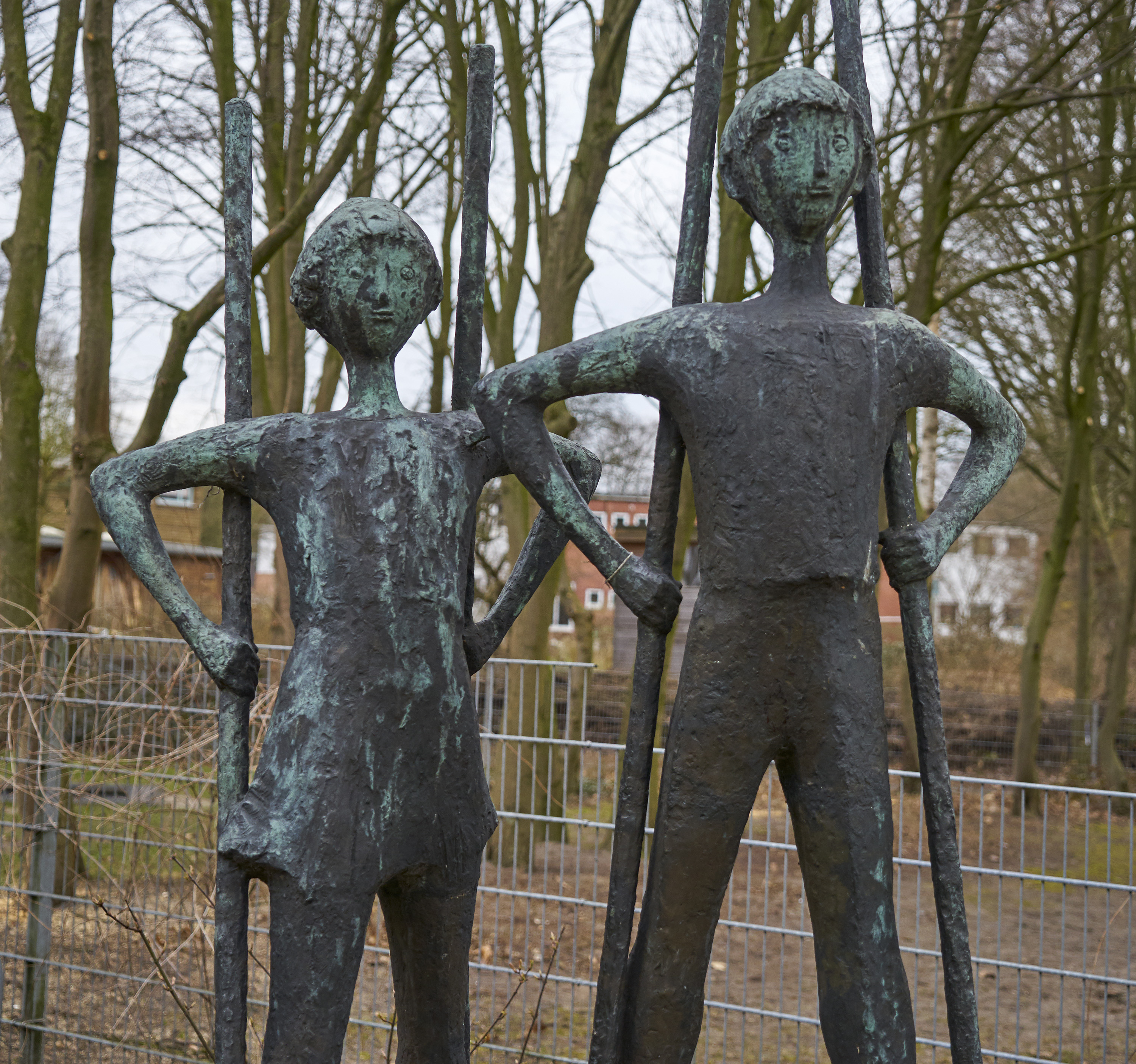
„Kinder auf Stelzen“, Bremen

- Pfeiler im Eingangsbereich des mittlerweile abgerissenen Bremer Zentralbads
- Patschkau/Schlesien – Kriegerdenkmal 1914–18

## Einzelwerke
- Bronzene Taufschale, Evangelische Thomas-Gemeinde, Bremen[11]
- Blumenthaler Ehrenmal (Holzrelief)[12]
- Bildbüste des Politikers August Hagedorn[12]
- Porträtbüste Gerhart Hauptmanns im Auftrag der Stadt Breslau, 1932[12]